# Gregor Strniša
Gregor Strniša (* 18. November 1930 in Ljubljana, Königreich Jugoslawien; † 23. Januar 1987 in Ljubljana, SFR Jugoslawien) war ein slowenischer Lyriker, Dramatiker und Songwriter slowenischer Sprache.

## Leben und Werk
Strniša wurde als viertes und einziges überlebendes Kind der Familie geboren; eine Schwester und zwei Brüder waren kurz nach ihrer Geburt gestorben. Sein Vater Gustav war Gerichtsdiener und ebenfalls Schriftsteller, Mutter Alojzija Gerichtsbeamtin und aus einer vermögenden Familie stammend. Er besuchte Grundschule und Klassisches Gymnasium in Ljubljana. 1949 wurde er kurz vor dem Abitur gemeinsam mit seinen Eltern verhaftet und zu vier Jahren Haft und Zwangsarbeit verurteilt, unter dem Vorwurf, die Familie stehe im Dienst ausländischer Geheimdienste und kollaboriere mit politischen Emigranten und Kriegsverbrechern. Stein des Anstoßes war der Besuch von Strnišas Cousin, der nach dem Krieg nach Österreich geflohen war. Nach zwei Jahren und zwei Monaten wurden sie auf Bewährung freigelassen. Strniša versuchte während der Haft, sich das Leben zu nehmen, überlebte jedoch. 1952 legte er sein Abitur ab und begann ein Studium der Germanistik in Ljubljana, das er 1961 abschloss. Fortan lebte Strniša als freier Schriftsteller bis zu seinem Tod in Ljubljana, das er so gut wie nie verließ. 1987 starb er an den Folgen jahrzehntelanger Alkoholsucht.
Strniša zählt zu den wichtigsten slowenischen Lyrikern des 20. Jahrhunderts. Bereits als Jugendlicher begann er mit dem Verfassen von Gedichten; in den 1950er Jahren veröffentlichte er seine Lyrik in mehreren wichtigen Literaturzeitschriften, unter anderem war er Redaktionsmitglied der bekannten Revija 57, einem Sprachrohr junger, kritischer Schriftsteller, die sich dem Kunstverständnis der kommunistischen Obrigkeit widersetzten. Seine Poesie befasst sich jedoch nicht mit politischen Themen oder der gesellschaftlichen Realität, sondern mit der Absurdität der menschlichen Existenz, womit er dem Intimismus um Autoren wie Dane Zajc und Veno Taufer nahestand. Dreh- und Angelpunkt seines Verständnisses von Poesie ist sein »kosmisches Bewusstsein«. Für Strniša steht nicht der Mensch im Mittelpunkt der Welt; beide sind lediglich Teil eines großen Universums. Ab seinem zweiten Gedichtband Odisej (1963, Odyssee) entsagte er vollends dem lyrischen Ich und etablierte seine charakteristische, einfache Gedichtform – Zyklen aus fünf Gedichten, die jeweils aus drei Strophen zu je vier Versen bestehen und durch Assonanzen verbunden sind. Mit ihrer einfachen Struktur erinnern sie an Volkslieder, entwerfen inhaltlich jedoch hochkomplexe Bilder.
Neben Lyrik verfasste Strniša auch Kinderliteratur, Hörspiele und Dramen. Sein poetisches Drama Samorog (1967, Einhorn) wird zu den wichtigsten zeitgenössischen slowenischen Dramen gezählt. Zu einem guten Teil verdiente sich Strniša seinen Lebensunterhalt mit dem Schreiben von Liedtexten; alleine in den Jahren 1961–1971 schrieb er derer 207.
1986 erhielt Strniša den Prešeren-Preis für sein Lebenswerk. Seine Poesie ist bislang nur vereinzelt in Anthologien ins Deutsche übersetzt.

## Publikationen (Auswahl)

### Lyrik
- Mozaiki, 1959.
- Odisej, 1963.
- Zvezde, 1965.
- Želod, 1972.
- Oko, 1974.
- Jajce, 1975.
- Škarje, 1975.
- Vesolje, 1983. Auswahl verschiedener Gedichte. Nachdruck: 2019.
- Balade o svetovjih, 1989. Auswahl verschiedener Gedichte.
- Zbrane pesmi, 2007. Auswahl verschiedener Gedichte.

### Dramen
- Samorog, 1967.
- Žabe ali Prilika o ubogem in bogatem Lazarju, 1969.
- Ljudožerci, 1972.
  - dt. Übersetzung: Die Menschenfresser. In: Drei Dramen. Klagenfurt, Salzburg: Wieser, 1990. Übersetzt von Klaus Detlef Olof.
- Driada, 1976.
- Svetovje, 1988.

### Kinderliteratur
- Kvadrat pa pika, 1977.
- Potovanje z bršljanom, 1980.
  - dt. Übersetzung: Die Reise mit dem Efeu. Herrsching, 1985. Übersetzt von Doris Debenjak.
- Jedca Mesca, 1982.
  - dt. Übersetzung: Die beiden Mondesser. Ljubljana, 1985. Übersetzt von Doris Debenjak.
- Lučka regrat, 1987.